# Ōshima Masamitsu
Ōshima Masamitsu (jap. 大島正満; * 21. Juni 1884 in Sapporo; † 26. Juni 1965 ebenda) war ein japanischer Ichthyologe und Herpetologe. Sein Forschungsschwerpunkt galt den Fischen und Schlangen Taiwans.

## Leben
Nach seinem Abschluss an der Kaiserlichen Universität Tokio im Jahr 1908 arbeitete Ōshima mit Namiye Motokichi zusammen, dessen eigene Forschungsarbeit durch Leonhard Stejneger während seiner Besuche in Japan initiiert wurde. Ōshima wurde Techniker am Zentralen Forschungsinstitut der japanischen Kolonialregierung in Formosa (heute Taiwan). Eine seiner Funktionen am Institut war die Erforschung von Giftschlangen auf Formosa. Ein Papier über die Systematik dieser Schlangen war seine erste wissenschaftliche Arbeit. Hierin stellte er 1910 eine Liste der Schlangenarten Formosas zusammen und beschrieb mehrere neue Arten. In der Folgezeit veröffentlichte er weitere wissenschaftliche Artikel über Schlangen, insbesondere über Seeschlangen und über die Echsen. 1920 erschien eine Monografie über die Giftschlangen von Formosa und den Ryūkyū-Inseln.
In der Zwischenzeit studierte Ōshima in den Vereinigten Staaten an der Stanford University, wo er 1919 beim Ichthyologen David Starr Jordan zum Master of Arts graduiert wurde. 1920 kehrte er nach Japan zurück, wo er an der Kaiserlichen Universität Tokio zum Ph.D. promoviert wurde. Seitdem galt sein Hauptinteresse den Fischen. 1924 wurde er Dozent an der Tōkyō Joshi Daigaku (東京女子大学), die mit der Misaki Marine Experiment Station verbunden war. Ab 1930 hatte er einen Posten an der Distrikt-Oberschule Tokio und ab 1940 war er am Tropenforschungsinstitut in Palau sowie an der Heeresflottenärztlichen Hochschule tätig.
1943 veröffentlichte Ōshima seine wichtigste Schrift, einen Feldführer für die japanischen Armee über die Giftschlangen aus dem Gemeinsamen Großraum Ostasien-Australien. Dieses Buch enthält Schlüssel und viele Illustrationen sowie detaillierte Verbreitungskarten für jede Insel. Nach dem Zweiten Weltkrieg wurde Ōshima technischer Berater am Generalhauptquartier. 1958 erhielt er seinen zweiten Doktortitel über seine Forschungsarbeit an Süßwasser-Forellen.
Ōshima verfasste zahlreiche Schriften über Fische, darunter ein Handbuch mit dem Titel The Fish aus dem Jahr 1940. Andere seiner Bücher dienten der Popularisierung der Zoologie in Japan. Seine letzte herpetologische Arbeit, die in Zusammenarbeit mit Carl Gans entstand, war über die Insel-Kletternatter (Elaphe climacophora).
Ōshima beschrieb die Reptilien Argyrophis koshunensis (1916), Gekko kikuchii (1912) und Trimeresurus gracilis (1920) sowie die Unterart Oreocryptophis porphyraceus kawakamii der Bambusnatter (1910). Zu seinen beschriebenen Fischtaxa zählen Squalidus iijimae, Pungtungia shiraii, Aphyocypris kikuchii, Barbodes snyderi, Oncorhynchus masou formosanus sowie Spinibarbus hollandi.